# غابرييل إسبارثا بيريث
غابرييل إسبارثا بيريث (بالإسبانية: Gabriel Esparza Pérez، ولد في 31 مارس 1973، بنبلونة، نابارا، إسبانيا) لاعب تايكوندو إسباني، تَخَصّص في وزن تحت 54 كغم، وفي وزن تحت 58 كغم.
حصل على الميدالية الفضية في دورة الألعاب الأولمبية الصيفية عام 2000 في سيدني، كما حاز على ثلاث ميداليات ذهبية في بطولات أوروبا للتايكوندو.

## إنجازاته

### الألعاب الأولمبية الصيفية
- 2000 سيدني  أستراليا:  ميدالية فضية في وزن تحت 58 كغم.

### بطولة العالم للتايكوندو
- 1991 أثينا  اليونان:  ميدالية برونزية في وزن تحت 54 كغم.
- 1995 مانيلا  الفلبين:  ميدالية فضية في وزن تحت 58 كغم.

### بطولة أوروبا للتايكوندو
- 1992 بلنسية  إسبانيا:  ميدالية ذهبية في وزن تحت 54 كغم.
- 1994 زغرب  كرواتيا:  ميدالية ذهبية في وزن تحت 58 كغم.
- 1996 هلسنكي  فنلندا:  ميدالية ذهبية في وزن تحت 58 كغم.
- 1998 آيندهوفن  هولندا:  ميدالية فضية في وزن تحت 58 كغم.